# Lawrence Moten
Lawrence Moten, né le 25 mars 1972, à Washington D.C., est un joueur et entraîneur américain de basket-ball. Il évolue au poste d'arrière. 

## Palmarès
- First-team All-Big East Conference 1993, 1994, 1995